# Inion
L'inion est le point anthropométrique et craniométrique situé au sommet de la protubérance occipitale externe. Il est situé à l'union des lignes nuchales supérieures droite et gauche.
C'est le point le plus proéminent de l'os occipital, dans la partie inférieure de l'arrière du crâne. C'est un point craniométrique utilisé en anthropologie physique et en paléoanthropologie.
L'inion marque la limite supérieure du plan nucal, zone d'insertion des muscles nucaux, dont la longueur est donnée par la distance entre opisthion et inion.
Il existe cependant des différences dans la localisation de ce point selon les auteurs.

## Étymologie
« Inion » est le mot grec pour désigner l'os occipital.